# Solbråtan (przystanek kolejowy)
Solbråtan – kolejowy przystanek osobowy w Solbråtan, w regionie Akershus w Norwegii, jest oddalony od Oslo Sentralstasjon o 14,05 km. Leży na wysokości 101,3 m n.p.m.

## Ruch pasażerski
Należy do linii Østfoldbanen. Jest elementem - kolei aglomeracyjnej w Oslo - w systemie SKM ma numer 500. Obsługuje lokalny ruch między Oslo Sentralstasjon i Ski. Pociągi odjeżdżają co pół godziny; część pociągów w godzinach poza szczytem nie zatrzymuje się na wszystkich stacjach. 

## Obsługa pasażerów
Wiata, parking na 12 miejsc. Odprawa podróżnych odbywa się w pociągu.